# Celtona
Celtona was een merknaam voor huishoudpapier en dergelijke. Het werd aanvankelijk geproduceerd in een fabriek te Zelhem en later in Cuijk.

## Geschiedenis
Het merk werd ergens tussen 1960 en 1965 ingevoerd. De merknaam staat voor Cellulose, towels, napkins en is vermoedelijk afkomstig van een Engels bedrijf dat in die jaren werd overgenomen.
Celtona werd geproduceerd in een fabriek te Zelhem die weer voortgekomen is uit de Papierfabriek Doetinchem te Doetinchem.
De Zelhemse fabriek werd gebouwd in 1958 onder de naam Vromen Verpakking. In 1960 werd deze officieel geopend. Later werd de fabriek min of meer onafhankelijk van Vromen en werd bekend onder de naam: Celtona Zelhem. Men vervaardigde zaken als toiletpapier, papieren zakdoekjes, keukenrollen en dergelijke. Aan- en afvoer geschiedde aanvankelijk per spoor.
Tussen 1965 en 1970 werd de fabriek opgenomen in de groep Bührmann-Tetterode. In 1970 kwam ook de Nijmeegse Nederlandse Export Papierfabriek (Nefa) bij deze groep. Deze had in Cuijk sinds 1960 al een fabriek die aldus bekend ging staan als Celtona Cuijk. Uiteindelijk verhuisde de productie uit Nijmegen en later ook die uit Zelhem naar deze fabriek. In 1999 werd Celtona Zelhem gesloten.

## Trivia
Het merk Celtona is onder meer bekend van geplastificeerd keukenpapier.